# آنا فاريس
آنا فاريس (بالإنجليزية: Anna Faris)‏ ممثلة أمريكية من مواليد 29 نوفمبر 1976.
اشتهرت في لعبها دور البطولة في سلسلة أفلام سكيري موفي في أجزائه الأربعة، وجسدت في هذه الأفلام دور سيندي كامبيل.

## حياتها
ولدت آنا فاريس Anna Faris في 29 تشرين الثاني/نوفمبر عام 1976 م في مدينة بالتيمور في ولاية ماريلاند في الولايات المتحدة الأمريكية ووالديها هما كارين وجاك فاريس ولديها أخ اسمه بوب، ونشأت في أدموندز وواشطن.
شجعها والداها على مواصلة التمثيل عندما كانت شابة، وأخذت فرصتها الأولى في سن التاسعة في مسرح سياتل ريبوتري.
درست الأدب الإنكليزي في جامعة واشنطن.

## حياتها السينمائية
أول فيلم لها دور كبير في أحباء لين Lovers Lane عام 1999 م

## مواقع خارجية
- آنا فاريس على موقع IMDb (الإنجليزية)
- آنا فاريس على موقع ميتاكريتيك (الإنجليزية)
- آنا فاريس على موقع روتن توميتوز (الإنجليزية)
- آنا فاريس على موقع ألو سيني (الفرنسية)
- آنا فاريس على موقع تيرنر كلاسيك موفيز (الإنجليزية)
- آنا فاريس على موقع أول موفي (الإنجليزية)
- آنا فاريس على موقع بوكس أوفيس موجو (الإنجليزية)
- آنا فاريس على موقع قاعدة بيانات الأفلام السويدية (السويدية)
- آنا فاريس على موقع إن إن دي بي (الإنجليزية)
- آنا فاريس على موقع قاعدة بيانات الفيلم (الإنجليزية)